# Сердешний Артем Миколайович
Артем Миколайович Сердешний (нар. 24 липня 2001, с. Нові Вербки Дніпропетровська область — пом. 29 липня 2022, селище Оленівка, Донецької області) — український військовослужбовець, сержант Окремого загону спеціального призначення «Азов» Національної гвардії України, учасник російсько-української війни, який відзначився під час відбиття російського вторгнення в Україну і загинув у полоні внаслідок терористичного акту, вчиненого в ніч проти 29 липня 2022 року російськими окупаційними військами на території колишньої Волноваської виправної колонії № 120. Кавалер ордена «За мужність» ІІІ ступеня (2023 р., посмертно).

## Життепис
Артем народився у селі Нові Вербки на Дніпропетровщині. Дитинство хлопця було складне: після смерті матері його виховувала старша сестра.
2018 року закінчив Вербківську загальноосвітню школу, пізніше – Вище професійне училище № 17 м. Дніпропетровська. 
Ще з підліткового віку почав мріяти про військову службу, хоча мав до неї протипоказання за станом здоров’я. Весь вільний час приділяв тренуванням, зокрема, щодня у будь-яку погоду бігав на дистанції понад 10 кілометрів.
Досягнувши 18 років, Артем наполіг у військкоматі на тому, щоб його призвали на строкову військову службу (у той час в Україні строковиків призивали зазвичай після досягнення 20-річного віку, молодші хлопці – 18 та 19 років – потрапляли на службу лише виявивши таке бажання). «Бонусом» для призовника-добровольця став розподіл до Національної гвардії України, причому – до частини, дислокованої поблизу від його рідного села, 4-го полку охорони важливих державних об’єктів НГУ (військова частина 3024), у лавах якого він обіймав посаду старшого дресирувальника кінологічного взводу 2-го стрілецького батальйону. 
Потому наприкінці весни 2021-го Артем уклав контракт про проходження військової служби та був переведений до ОЗСП «Азов». Артем дуже пишався тим, що став до лав «азовців», хоча за наявності військового звання «сержант» його було призначено (вочевидь, тимчасово) на солдатську посаду помічника гранатометника стрілецького відділення взводу забезпечення навчального процесу батальйону вишколу особового складу. Він часто казав: «Я на своєму місці, я серед найкращих», «Не жалів, не жалію, і не буду жаліти». Водночас ,попри молодий вік, хлопець завжди прагнув створити власну родину, мати дітей. 
За словами його дівчини Владислави, «з січня 2022 року Артем був на навчаннях у Львові…» – скоріш за все, йдеться про проходження підготовки у Навчальному центрі НГУ; одразу після надходження повідомлення про повномасштабне російське вторгнення, разом із іншими «азовцями», що перебували на навчанні, Артем вирушив до Маріуполя і 26 лютого вже був на передовій. 
З міста, оточеного ворогом, Артем примудрився телефоном надіслати квіти своїй дівчині. У телефонних розмовах він приховував жах ситуації навколо себе, намагався планувати життя після пройденого пекла, проте якось зізнався, що втратив усіх своїх друзів. 
Після боїв за Маріуполь і героїчної оборони металургійного комбінату «Азовсталь» 20 травня 2022 року за наказом вищого військового керівництва заради збереження життя людей Артем вийшов з побратимами з «Азовсталі» та потрапив у так званий «полон за домовленістю». Утримувався на території колишньої Волноваської виправної колонії № 120 в окупованому селищі Молодіжному, що неподалік колишнього адміністративного центру селищної ради Оленівки колишнього Волноваського (нині – Кальміуського) району Донецької області, де окупанти утворили фільтраційну в’язницю. Під час останнього дзвінка (декому з українських воїнів вдалося пронести у неволю телефони) Артем переконував Владиславу, що із ним все гаразд і він буде вдома у серпні: «Щоб мене заспокоїти, казав: «Я їм кашу без бруду та каміння, тому у мене усе гаразд». Навіть у полоні він сміявся та намагався не налякати мене…».
У ніч на 29 липня 2022 року прийняв мученицьку смерть у полоні внаслідок масового вбивства військовополонених, влаштованого окупантами у колонії в Оленівці.
15 травня 2023 року сержант Сердешний був похований із військовими почестями у рідному селі.

## Родина
У Артема залишилися сестра, кохана дівчина (працівниця поліції) та домашній улюбленець – пес Мухтар.
|                      | «Мій всесвіт, фраза «завжди поруч» навіки викарбувана на моєму серці. Хоробрий, відважний, вірний своїй країні. Він стояв до останнього. Побратими кажуть, що такого позитиву на війні ще не зустрічали. Артем постійно посміхався, навіть тоді, коли розумів, що завтра може не настати…». |
| — Владислава, кохана | |

## Нагороди
- орден «За мужність» ІІІ ступеня (3 листопада 2023 р., посмертно)  – за особисту мужність і самовідданість, виявлені у захисті державного суверенітету та територіальної цілісності України, сумлінне та бездоганне служіння Українському народові[5]